# Algă roșie
Algele roșii (Rhodophyta) reprezintă un grup de alge ce grupează aproximativ 6000 specii și a căror caracteristică comună este prezența pigmentului roșu numit ficoeritrină. Sunt organisme eucariote. Marea majoritate a algelor roșii sunt multicelulare. Deoarece acestea absorb lumina albastră, iar lumina albastră poate străbate adâncimi mai mari, algele roșii pot fi găsite la adâncimi mai mari decât celelalte alge. Acestea sunt consumate de om, reprezentând o sursă bogată de proteine. 

Algele roșii sunt foarte răspândite în apele marine, unde pot forma frunze gigantice. Aceste alge constituie hrana multor animale marine. De asemenea, unele se folosesc ca hrană pentru animalele domestice și la prepararea unor produse alimentare. Din unele se extrag bromură de potasiu și iod. Cantități mari de alge sunt folosite ca îngrășământ pe terenurile agricole.

## Caracteristici
- Tal variat: unicelular, plasmodial, filamentos, parenchimatos.
- Nu prezintă flagei în nici un stadiu al dezvoltării ontogenetice.
- Unele rodofite există o diferențiere a talului în rizoid, cauloid și filoid.( Ceramium sp., Delesseria sp.)
- Își depozitează nutrienții sub formă de amidon floridean (sub formă de vezicule în cadrul citoplasmei celulare).
- Peretele celular este alcătuit din pectină și celuloză (celulozo-pectic). De asemenea în structura peretelui se găsește xilan, iar în spațiile intercelulare se găsesc polizaharide mucilaginoase, coloidale cu structură complexă, precum agarul sau caragenul.
- Conțin ficobiliproteină: ficoeritrină, ficocianină și aloficocianină, ce se găsesc în corpusculi, numiți ficobelizomi.
- Absența centriolelor;
- Nu prezintă reticul endoplasmatic cloroplastian.
- Unele sunt coralifere.
- Conțin clorofila de tip a.
- Prezintă majoritar reproducere sexuală.
- Sunt fotoautotrofe.
- Principalul produs de rezervă este amidonul de floridee. La unele rodofite mai sunt și alți produși de rezervă cum ar fi manitolul (folosit în industria farmaceutică) sau fitosterolii.
- Membrana celulara prezintă punctuații.
- Înmulțirea cunoscută este de tip vegetativ, asexuat și sexuat.
- Unele specii sunt epifite sau parazite (un fenomen de adelfoparazitism -> cu gazde înrudite)

Algele roșii (Rhodophyta) reprezintă un grup de alge ce grupează aproximativ 6000 specii și a căror caracteristică comună este prezența pigmentului roșu numit ficoeritrină și alți pigmenți. Culoarea acestor pigmenți determină flori culoarea roz, rosu, albăstrui și alte. Sunt organisme eucariote. Marea majoritate a algelor roșii sunt multicelulare, ajungând la o înălțime semnificativă ( până la 2 m ) , Thallus lor este dezmembrat alcătuit din  tulpină și frunze. Deoarece acestea absorb lumina albastră, iar lumina albastră poate străbate adâncimi mai mari, algele roșii pot fi găsite la adâncimi mai mari decât celelalte alge. Acestea sunt consumate de om, reprezentând o sursă bogată de proteine.
Corpul lor  este foarte fraged și delicat. Au o varietate de culori, de la roșu aprins până la aproape negru. În combinație cu contururi bizare determinând frumusețea incomparabilă a regatului subacvatic.
Grupuri mari de alge trăiesc în apele marine și piscine cu apă dulce. Teoretic alge : plutesc la suprafață (până la o adâncime de 100 m ),  în stratul de  plancton, sau  trăiesc în partea de jos în bentos. Rolul algelor în natură este enormă. Algele sintetizează substanțe organice. Unii cercetători susțin că unele diatomee sintetiza 50 % din materie organică produsă în lume. Algele sunt consumate de animale acvatice mici, pești și animale marine mari, până la balenă.
În procesul de fotosinteză algele eliberează oxigen, dizolvat în apă, fiind necesar pentru respirația peștilor și a altelor animale acvatice.
Folosirea practică a algelor roșii e foarte variată. O specie care trăiește în Marea Nordului - hondrus - este folosit ca un remediu pentru boli ale tractului respirator. Alge roșii sunt utilizate pentru obținerea de legume folosite în industria produselor de patiserie și microbiologie.
Importanța algelor în natură și în viața omului este enormă, deoarece acestea creează mai multe biomasă decât plantele terestre.

## Particularități structurale
Celula - prezentă unitatea structurală de bază a corpului algelor, sunt forme unicelulare sau multicelulare. Grup foarte unic le constă algele sifonale: thalli nu sunt împărțite în celule, în ciclul de dezvoltare este un stadiu unicelular. Este evident că celula și aici își păstrează valoarea ca element central, dezvoltare și diferențiere care duce în thallus e neobișnuită.
Algele roșii (Rhodophyta) grupează aproximativ 6000 specii și a căror caracteristică comună este prezența pigmentului roșu numit ficoeritrină. Marea majoritate a algelor roșii sunt eucariote multicelulare. Își depozitează nutrienții sub formă de amidon floridean (sub formă de vezicule în cadrul citoplasmei celulare), iar peretele celular este alcătuit din pectină și celuloză. Conțin ficobiliproteină: ficoeritrină, ficocianină și aloficocianină, ce se găsesc în corpusculi, numiți ficobelizomi, iar clorofila este de tip a.
Forme multicelulare au apărut după ce celula a parcurs un drum lung și dificil de dezvoltare ca un organism independent. Trecerea de la stratul unicelular la stat multicelular este însoțită de pierderea de individualitate și schimbările legate de structura și funcția de celule. Odată cu apariția și diferențierea legată de specializarea multicelulară a Thallului, trebue văzută ca primul pas spre evoluția în țesut ( histogeneză ) și organe ( organogeneza ). În funcție de locația de celule multicelulare, thallus algelor poate fi reprezentat de formele filamentoase sau lamelare.

## Înmulțirea algelor roșii
Înmulțirea algelor poate fi vegetativă, asexuată și sexuată.
Înmulțirea vegetativă se realizează prin diviziunea celulelor solitare sau prin fragmentarea talului la algele pluricelulare.
Înmulțirea asexuată se face prin spori, care pot fi: zoospori cu flageli, mobili și aplanospori, neflagelați, imobili. Foarte des se întâlnește înmulțirea prin zoospori care se formează într-o celulă transformată în zoosporangs; nucleii acesteia se divid, se înconjoară cu citoplasmă, devin flagelați, cad pe fundul apei, aici regenerând o nouă plantă.
Înmulțirea sexuată se face prin contopirea a doi gameți (celule sexuale cu potențe diferite) haploizi din care rezultă un ou — zigot — diploid. Înmulțirea sexuată poate fi izogamă sau izogamie (gameții sunt egali ca mărime, dar de sexe diferite), anizogamă sau anizogamie, heterogamie (cu gameți diferiți ca mărime și sex, deși au aceeași formă, cei mai mari numindu-se macrogameți, iar cei mai mici microgameți) și oogomie (când există un gamet mare, imobil, numit oosferă, format într-un organ feminin al plantei - oogon - și un gamet mic, mobil, numit anterozoid, format într-un organ masculin al plantei - anteridie).
În afară de cele arătate, la algele mai există și conjugarea, cand celulele sexuale nu sunt celule specializate, dar care prin contopire dau naștere la un zigot.

Zigotul va intra în diviziune și dacă aceasta este normală (cariochineză), rezultată va avea numărul de cromozomi ai zigotului, adică dublu, iar dacă diviziunea este reducțională (meiotică), planta exaltată va avea numărul de cromozomi pe jumătate (generație haploidă). Pe plantele diploide se vor forma sporii (generație sporofitică sau diploidă, deoarece sporii sunt diploizi), iar pe plantele haploide se vor forma gameții masculini și feminini (generație gametofitică sau haploidă, deoarece gameții sunt haploizi); se poate întâmpla ca pe aceeași plantă, în unele cazuri, să se contopească atât spori, cât și gameți; oricum la talofite, există o evidentă alternanță de generații(generația sporofitică este urmată de cea gametofitică, aceasta din urmă de generația sporofitică ș.a.m.d.), la unii taxoni cu ambele generații egale ca existență, iar la alții cu predominarea generației sporofitice față de generația gametofitică și invers.
Filogenetic, se pare că algele își au originea în grupa euglenofitelor astotrofe, din care au apărut volvocalele unicelulare. De la această treaptă clorococalele și ulotricalele, ultimele generand încrengăturile briofite și pteridofite.

## Clasificare

### Rhodophyta (Algele rosii)
Acrochaetium savianum (Auduinella saviana)
Este o algă roșie cu tal simplu, cu aspect de tufă, de tip heterotrih. Carpogonul fără pedicele, se dezvoltă prin transformarea unei celule a talului. Celulele talului au un singur cromatofor, cu unul sau mai mulți pirenoizi. Are lungimea de câțiva milimetri. Trăiește epifita pe alge, uneori și endofita în ape curate.
Încadrare taxonomică:
- Regnul Plantae,
- Încrengătura Rhodophyta,
- Subdivizia Eurhodophytina,
- Clasa Florideophyceae,
- Subclasa Rhodymeniophycidae,
- Familia Acrochaetiaceae,
- Genul Acrochaetium.

### Callithamnion corymbosum
Este o algă roșie cu tal filamentos, cu ramificație pseudodihotomica. Celulele talului sunt plurinucleate. Are aspect delicat, cu tufe rotunjite, roșii-roz. Atinge lungimea de 10–15 cm. Se fixează pe substrat dur, primăvara și toamna.
Încadrare taxonomică:
- Regnul Plantae,
- Încrengătura Rhodophyta,
- Subdivizia Eurhodophytina,
- Clasa Florideophyceae,
- Subclasa Rhodymeniophycidae,
- Ordinul Ceramiales,
- Familia Callithamniaceae,
- Tribul Callithamnieae,
- Genul Callithamnion.

### Ceramium diaphanum
Este o algă roșie cu un tal cilindric, filamentos, cu ramificație dihotomică, cu aspect mărgelat datorită celulelor cu cromatofori care acoperă în special articulațiile. Fiecare ramificație se termină cu niște brațe scurte cu aspect de clește. Lungimea celulelor de la baza talului este de 4-5 ori mai mare decât lățimea lor. Filamentele sunt fine, cu interstiții hialine. Atinge lungimea de 6–15 cm. Trăiește pe pietre sau epifită pe Cystoseira, primăvara și toamna.
Încadrare taxonomică:
- Regnul Plantae,
- Încrengătura Rhodophyta,
- Subdivizia Eurhodophytina,
- Clasa Florideophyceae,
- Subclasa Rhodymeniophycidae,
- Ordinul Ceramiales,
- Familia Ceramiaceae,
- Subfamilia Ceramioideae,
- Tribul Ceramieae,
- Genul Ceramium.

### Ceramium virgatum
Este o algă roșie. Stratul cortical acoperă toata suprafața talului. Celulele stratului cortical sunt mici, dispuse fără nici o ordine. Organele de reproducere se dezvoltă numai pe părțile superioare ale talului. Lungimea celulelor de la partea bazală a talului este de două ori mai mare ca lățimea lor. Crește pe pietrele din apă și este mai numeroasă primăvara.
Încadrare taxonomică: 
- Regnul Plantae,
- Încrengătura Rhodophyta,
- Subdivizia Eurhodophytina,
- Clasa Florideophyceae,
- Subclasa Rhodymeniophycidae,
- Ordinul Ceramiales,
- Familia Ceramiaceae,
- Subfamilia Ceramioideae,
- Tribul Ceramieae,
- Genul Ceramium.

### Coccotylus brodiei
Sinonime: Phyllophora truncata, Phyllophora truncata f. brodiaei .
Talul este multiaxial, lamelar, ramificat, în structura căruia există o zonă mediană cu celule dispuse în șiruri compacte și o zonă corticală din celule mici, dispuse radial. De pe “tulpiniță” principala scurta se desfac ramuri laterale late care au la capete mai multe lame mici, plane sau ondulate. Atinge lungimea de 20–30 cm. Se reproduce între lunile iunie și noiembrie. Habitatul tipic este “Câmpul lui Zernov”, o arie din nord-vestul Mării Negre, la adâncimea de 43–48 m, care măsura odată 11000 km pătrați. Acum această arie s-a redus foarte mult datorită eutrofizării.
Încadrare taxonomică: 
- Regnul Plantae,
- Încrengătura Rhodophyta,
- Subdivizia Eurhodophytina,
- Clasa Florideophyceae,
- Subclasa Rhodymeniophycidae,
- Ordinul Gigartinales,
- Familia Phyllophoraceae,
- Genul Coccotylus.

### Phyllophora crispa
Sinonime: Phyllophora nervosa.
Este o algă roșie cu tal multiaxial, lamelar, ramificat, adesea dihotomic, în a cărui structură există o zonă mediană cu celule dispuse în șiruri compacte și o zonă corticală din celule mici dispuse radial. Marginile ramificatiilor sunt încrețite, iar median au un fel de “nervură”. Atinge 
lungimea de până la 50 cm. Trăiește fixată pe stânci la adâncimi de 15–50 m.
Încadrare taxonomică: 
- Regnul Plantae,
- Încrengătura Rhodophyta,
- Subdivizia Eurhodophytina,
- Clasa Florideophyceae,
- Subclasa Rhodymeniophycidae,
- Ordinul Gigartinales,
- Familia Phyllophoraceae,
- Genul Phyllophora.

### Phyllophora pseudoceranoides
Sinonime: Phyllophora membranifolia.
Este o algă roșie la care de pe discul adeziv porneste o “tulpiniță” scurtă, de pe care se desfac ramuri laterale, cuneiforme, care au la capăt mai multe lame mici plane sau ondulate. Atinge lungimea de 20–30 cm. Trăiește liberă, nefixată, în zona sublitorală.
Încadrare taxonomică: 
- Regnul Plantae,
- Încrengătura Rhodophyta,
- Subdivizia Eurhodophytina,
- Clasa Florideophyceae,
- Subclasa Rhodymeniophycidae,
- Ordinul Gigartinales,
- Familia Phyllophoraceae,
- Genul Phyllophora.

### Polysiphonia denudata
Sinonime: Hutchinsia biasolettoana, Hutchinsia variegata, Polysiphonia leptura, Polysiphonia vidovichii, Polysiphonia variegata.
Este o algă roșie cu tal filamentos, ramificat în multiple planuri (are aspect de tufă). Axul talului este format din celule centrale, care sunt înconjurate de șiruri de celule pericentrale (5-8 la vârf). În secțiune transversală are aspect multiaxial. Atinge lungimea de 10–20 cm. 
Se întâlnește la adâncimi de 5–6 m.
Încadrare taxonomică: 
- Regnul Plantae,
- Încrengătura Rhodophyta,
- Subdivizia Eurhodophytina,
- Clasa Florideophyceae,
- Subclasa Rhodymeniophycidae,
- Ordinul Ceramiales,
- Familia Rhodomelaceae,
- Tribul Polysiphonieae,
- Genul Polysiphonia.

### Porphyra leucosticta
Este o algă roșie cu tal lamelar, foliaceu, monostromatic care se îngustează spre bază. Celulele talului nu sunt legate între ele prin plasmodesme, sunt uninucleate și au un cromatofor stelat. Celulele de la baza talului se împletesc formând o calozitate pentru fixare. Atinge lungimea de până la 30 cm. Se întâlnește în sezonul rece, până în luna iunie, de la malul apei până la adâncimi de 4–5 m, fixate pe substrat dur.
Încadrare taxonomică: 
- Regnul Plantae,
- Încrengătura Rhodophyta,
- Subdivizia Eurhodophytina,
- Clasa Bangiophyceae,
- Subclasa Bangiophycidae,
- Ordinul Bangiales,
- Familia Bangiaceae,
- Genul Porphyra.

## Vezi și
- Algocultură

## Legături externe
- http://ecomareaneagra.wordpress.com/ecosistemul/plantae/rhodophyta/